# Conasprella rachelae
Conasprella rachelae é uma espécie de gastrópode do gênero Conus, pertencente à família Conidae.